# Jules Peeters
Jules Peeters (Venlo, 22 febbraio 1913 – Oosterbeek, 23 settembre 2002) è stato un vescovo cattolico e missionario olandese.
Missionario della Società di San Giuseppe di Mill Hill in Camerun, è stato vescovo di Buéa.

## Biografia
Studiò presso i collegi della Società missionaria di San Giuseppe di Tilburg e Roosendaal e completò la sua formazione ecclesiastica a Mill Hill: emise il giuramento perpetuo nella società nel 1937 e fu ordinato prete a Westminster nel 1938.
Fu assegnato alle missioni della sua congregazione nella prefettura apostolica di Buéa, in Camerun.
Nel 1962 fu eletto vescovo residenziale di Buéa. Lasciò l'episcopato nel 1973 e rimase a lavorare come semplice missionario in diocesi fino al 1976, quando si ritirò a Oosterbeek.

## Genealogia episcopale e successione apostolica
La genealogia episcopale è:
- Cardinale Scipione Rebiba
- Cardinale Giulio Antonio Santori
- Cardinale Girolamo Bernerio, O.P.
- Arcivescovo Galeazzo Sanvitale
- Cardinale Ludovico Ludovisi
- Cardinale Luigi Caetani
- Cardinale Ulderico Carpegna
- Cardinale Paluzzo Paluzzi Altieri degli Albertoni
- Papa Benedetto XIII
- Papa Benedetto XIV
- Papa Clemente XIII
- Cardinale Giovanni Carlo Boschi
- Cardinale Bartolomeo Pacca
- Papa Gregorio XVI
- Cardinale Castruccio Castracane degli Antelminelli
- Cardinale Paul Cullen
- Cardinale Francis Patrick Moran
- Arcivescovo William Joseph Walsh
- Arcivescovo Edward Joseph Byrne
- Vescovo Patrick Collier
- Vescovo Peter Rogan, M.H.M.
- Vescovo Jules Peeters, M.H.M.

La successione apostolica è:
- Arcivescovo Paul Mbiybe Verdzekov (1970)
- Vescovo Pius Suh Awa (1971)